# テセウス (ゲーム)
『テセウス』は、株式会社アスキーから発売されたMSX用アクションゲーム。

## ストーリー
銀河帝国歴2013年、政治腐敗が蔓延する銀河帝国を統べる銀河皇帝は、議会を廃止し専制君主として銀河を支配しようとする。しかしこれに対抗する反乱軍との間で反乱戦争が勃発し、その後長い戦乱が続いていた。
反乱軍の中心人物であるティナ姫は苦戦の末捕らえられ、アーサフィ星系の某所に幽閉されてしまう。主人公テセウスは、偶然訪れたアーサフィ星系でティナ姫が幽閉される建物に迷い込んでしまう。姫が捕らえられている事を知ったテセウスは彼女の救出を決意した。

## システム
プレイヤーは主人公テセウスを操作し、上下左右に広がる建物を探索して姫を救出する。救出のためには建物内に置かれた鍵と指輪を入手する必要がある。
全13ステージ。
本作の操作体系はジャンプが中心だが、ジャンプの挙動が独特であり、スペースを押している間上昇が継続し、キーを離すか障害物などに接触した時点で落下が始まる。
MSXでは本来不可能なドット単位スクロールをメモリ上のキャラクタパターンの書き換えによって擬似的に実現し、滑らかなゲームプレイを可能としている。
建物内はロボットが警備しているだけなく、有毒な放射性廃棄物貯蔵池などの罠が主人公の行く手を阻む。残り時間や体力がゼロになるとゲームオーバーとなる。

## 開発
本作は『メジャーハボック』からの影響を受けており、同作における独特の浮遊感やスムーススクロールなどをMSXで実現したいと思ったことがきっかけで作られた。
五代響がサウンド担当として開発に参加したほか、プログラマである竹内あきらはのちに『イリーガス EpisodeIV』を制作している。
また、本作は『イリーガス EpisodeIV』と舞台設定を同じくしている。